# Le Blues de Buddy Bolden

Le Blues de Buddy Bolden (titre original : Coming through Slaughter) est un roman de Michael Ondaatje paru aux éditions Norton (New York) et Anansi (Toronto) en 1976, traduit en français (par Robert Paquin) aux éditions Boréale (Montréal) en 1987 puis en format poche aux éditions du Seuil en 1991 sous le titre Le Blues de Buddy Bolden. Il a été récompensé du prix du premier roman Books in Canada (en).
First Novel Award Books in Canada en 1976, prix saluant les meilleures œuvres littéraires publiées par un citoyen canadien chaque année.

## Résumé
Le roman raconte la vie de Charles "Buddy" Bolden musicien afro-américain (1877-1931) considéré par plusieurs comme un des pères du jazz. Des éléments documentés de la vie de Bolden s'y mêlent à de pures inventions.
L'action se déroule en 1907 alors que Bolden sombre petit à petit dans la folie, et que sa musique devient plus radicale et son comportement plus erratique.
Le roman inclut également le photographe E. J. Bellocq. 
Ces deux personnages historiques sont décrits à partir de faits réels de leurs vies, mais qui s'éloignent des faits pour mieux explorer le thème principal du roman, à savoir la relation entre la créativité et l'auto-destruction.